# Lübecker Straße (metropolitana di Amburgo)
Lübecker Straße è una fermata della metropolitana di Amburgo, interscambio tra U1 e U3. Fu costruita e aperta per la prima volta il 1º marzo 1912, originariamente situata in un taglio di terreno. Tra il 1958 e il 1960 la stazione fu ricostruita in una metropolitana, riaperta il 2 luglio 1961.

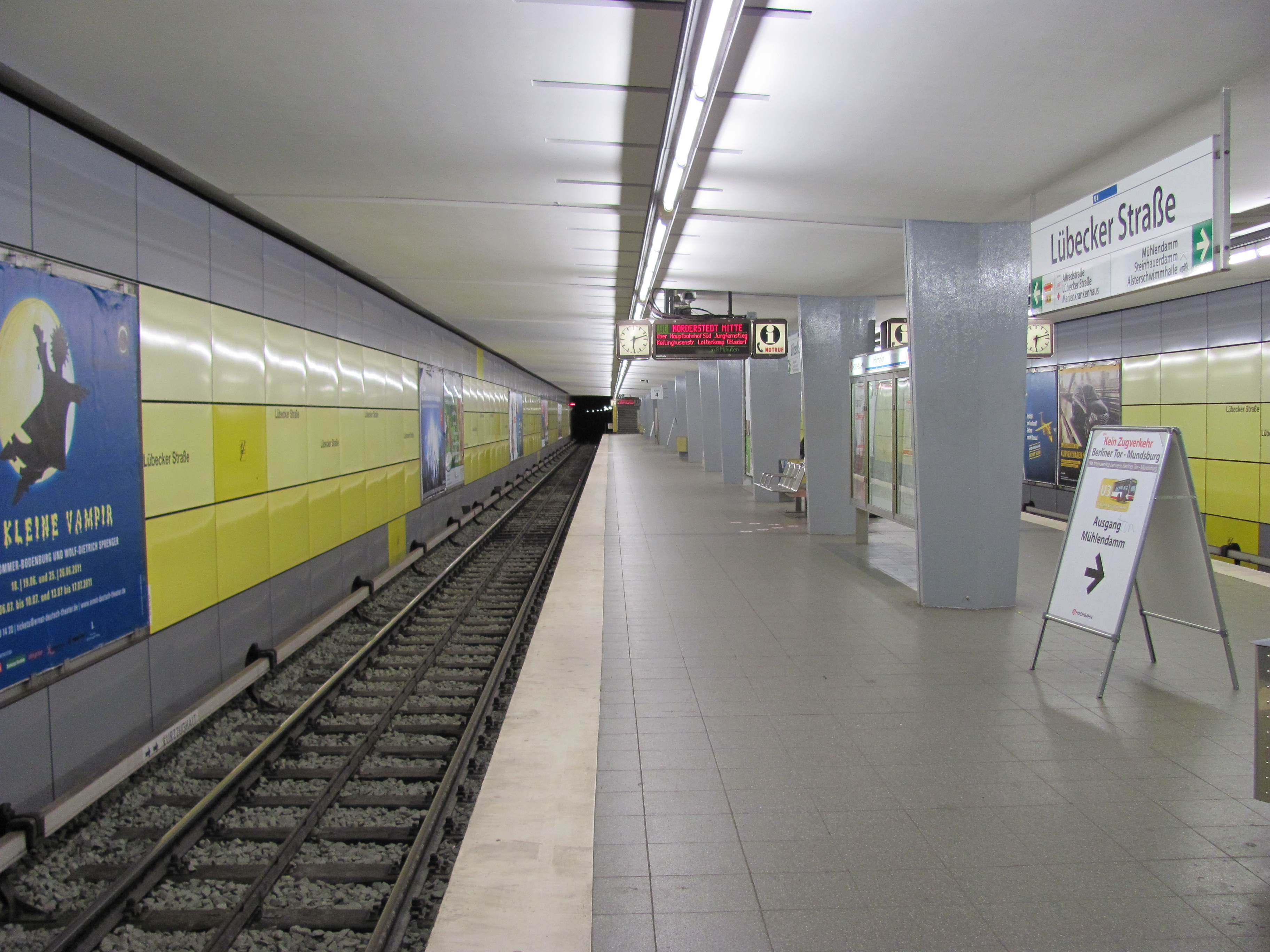
Banchina della U1